# لاکهید ایکس‌اف-۱۰۴
لاکهید ایکس‌اف-۱۰۴ (به انگلیسی: Lockheed XF-104) یک هواگرد ساختِ کارخانهٔ لاکهید کورپوریشن در کشور ایالات متحده آمریکا است . این هواگرد برای نخستین بار در ۴ مارس ۱۹۵۴ میلادی مورد استفاده قرار گرفت.